# Rybno (Silésie)
Pour les articles homonymes, voir Rybno.
Rybno est une localité polonaise de la gmina de Kłobuck, située dans le powiat de Kłobuck en voïvodie de Silésie.